# Acnitecerus
Acnitecerus é um subgénero de Actenicerus da família Elateridae,descrito cientificamente por Kiesenwetter em 1858. Agrupa duas espécies: Actenicerus paulinoi e Actenicerus siaelandicus.